# Joona Puhakka
Joona Tapio Puhakka (Kerava, 23 giugno 1982) è un tuffatore finlandese.
Specializzato nei tuffi dal trampolino, in particolare da 1 metro, ha vinto due medaglie d'oro europee; ai Mondiali il suo miglior piazzamento è stato il terzo posto nel 2003 da 1 metro.

## Palmarès
- Mondiali
  - Barcellona 2003: bronzo nel trampolino 1 m.
- Europei
  - Helsinki 2000: bronzo nel trampolino 1 m.
  - Madrid 2004: oro nel trampolino 1 m e argento nel trampolino 3 m.
  - Budapest 2006: oro nel trampolino 1 m e bronzo nel trampolino 3 m.
  - Eindhoven 2008: argento nel trampolino 1 m e bronzo nel trampolino 3 m.